# Labets-Biscay
Labets-Biscay è un comune francese di 156 abitanti situato nel dipartimento dei Pirenei Atlantici nella regione della Nuova Aquitania.

## Società

### Evoluzione demografica
Abitanti censiti